# Parque nacional de Lam Nam Kok
El Parque nacional de Lam Nam Kok es un área protegida del norte de Tailandia, en la provincia de Chiang Rai. Se extiende por una superficie de 732,98 kilómetros cuadrados. Fue declarado en 2002.
La topografía del parque nacional de Lam Nam Kok está formada por terrenos montañosos de laderas inclinadas que alternan con una estrecha llanura.